# Varjag (križarka)
Ruska gardna raketna križarka Varjag (rusko Варяг) je tretja raketna križarka razreda Atlant, zgrajenega za Sovjetsko vojno mornarico, ki zdaj služi v Ruski vojni mornarici. Ladja je poimenovana po Vikingih (v ruščini Varjagi) in je del 36. divizije ladij Tihooceanske flote, katere matično pristanišče je Vladivostok. Je poveljniška ladja Tihooceanske flote.

## Zgodovina
Njegov gredelj je bil položen v ladjedelnici 61 Kommunara, Nikolajev (danes Mikolajiv, Ukrajina) 31. julija 1979 z imenom Červona Ukrajina (Rdeča Ukrajina). Ladja je bila splavljena 28. avgusta 1983 in predana Tihooceanski floti 16. oktobra 1989. Prvotna številka 119 je bila septembra 1990 zamenjana za 031, leta 1994 pa ladja prejme trenutno številko 011.
Med 27. septembrom in 5. novembrom 1990 je opravila prehod iz Sevastopola v Vladivostok, skupaj z rušilcem Bistri.
Leta 1995 prejme častni naziv »gardna«, leta 1996 pa je Červona Ukrajina preimenovana v Varjag. Istega leta postane poveljniška ladja Tihooceanske flote, namesto težke jedrske raketne križarke razreda Orlan Admiral Lazarev.
Leta 2016 je bila križarka pod poveljstvom kapitana 1. stopnje Alekseja Jurjeviča Uljanenka poslana v Sredozemsko morje, kjer je nadomestila sestrsko ladjo Moskva v času ruskega posredovanja v sirski državljanski vojni. Po vrnitvi je bila leta 2018 odlikovana z redom Nahimova »za zasluge pri zagotavljanju državne varnosti, visoko uspešnost pri bojnem usposabljanju, pogum in predanost, ki jo je pokazala posadka med izpolnjevanjem dolžnosti bojnega usposabljanja«.
Med 7. in 24. junijem 2021 je Varjag pod poveljstvom kapitana 2. stopnje Romana Nikolajeviča Glušakova vodil najmočnejše vaje Tihooceanske flote po koncu hladne vojne in prve v osrednjem delu Tihega oceana. V bližini Havajskih otokov je sodeloval v vajah z rušilcema Maršal Šapošnikov in Admiral Panteljejev, jedrsko podmornico (verjetno Omsk razreda Antej), bombniki Tu-95 ter Tu-22M, prestrezniki MiG-31BM, protipodmorniškimi letali Tu-142 in Il-38 ter letečimi tankerji Il-78. Vajam je poveljeval kontraadmiral Konstantin Kabancev, poveljnik Primorske flotilje Tihooceanske flote.
29. decembra 2021 je Varjag z rušilcem Admiral Tribuc odplul iz Vladivostoka v Sredozemsko morje, kjer se je pridružil sestrski ladji Maršal Ustinov v času okrepljene prisotnosti Ruske vojne mornarice v Sredozemskem morju leta 2022.
Julija 2022 so Varjag, Admiral Tribuc in vohunska ladja Vasilij Tatiščev postale prve ruske vojne ladje v Jadranskem morju po koncu hladne vojne. Konec julija je Admiral Tribuc deloval pri Šibeniku, Vasilij Tatiščev pri Palagruži, Varjag pri Draču, poleg tega pa je bila v bližini Otrantskih vrat tudi fregata Admiral Grigorovič. Ker je bila v tem času v Jadranskem morju tudi ameriška letalonosilka Truman, so se v medijih pojavila ugibanja, da ruske ladje simulirajo blokiranje ameriške letalonosilke v Jadransko morje. Oktobra je Varjag zapustil Sredozemsko morje in se napotil proti Tihem oceanu.